# Necromunda: Hired Gun
Necromunda: Hired Gun ist ein Ego-Shooter, der von Streum On Studio entwickelt und am 1. Juni 2021 von Focus Home Interactive veröffentlicht wurde. Das Computerspiel im Warhammer-40.000-Universum basiert auf dem Tabletop-Spiel Necromunda und ist für Windows, PlayStation 4, PlayStation 5, Xbox One und Xbox Series X/S verfügbar.

## Handlung und Spielprinzip
Das Spiel findet im Warhammer-40,000-Universum auf dem Planeten Necromunda, einer sogenannten Makropolwelt, statt und dreht sich um den Spielercharakter, einen Kopfgeldjäger namens Hired Gun. Der Planet ist von einer mehrschichtigen Megacity überzogen. Die Handlung beginnt mit einer Kopfgeldjagd, die der Spieler mit zwei Begleitern bestreitet. Dabei geht etwas schief, die Begleiter werden getötet und der Hauptcharakter verletzt. Der Spieler wird allerdings vom zwielichtigen Kal Jerico gerettet und nach „Martyr’s End“ gebracht, wo man ihm technische Implantate verpasst.
Das Spiel erstreckt sich über 13 Missionen, zwischen denen man sich im Hub „Martyr’s End“ aufhält, wo man Ausrüstung kaufen und Aufträge annehmen kann.
Necromunda: Hired Gun ist ein First-Person-Shooter mit Rollenspiel-Elementen. Der Spieler schlüpft in die Rolle des Hired Gun und kann seine Ausrüstung und Fähigkeiten im Laufe des Spiels verbessern und anpassen. Das Spiel bietet dem Spieler eine Vielzahl von Waffen und Modifikationen, die es ihm ermöglichen, verschiedene Spielstile auszuprobieren.
Neben den Schusswechseln spielt auch die Bewegung eine wichtige Rolle. Der Hired Gun kann mit Hilfe seiner Modifizierungen Wände entlang laufen und Doppelsprünge ausführen, um Gegnern auszuweichen oder sich in eine bessere Position zu bringen. Auch ein Greifhaken steht zur Verfügung.
Ein weiteres zentrales Element des Spiels ist der Begleithund (Cyber-Mastiff), der den Hired Gun begleitet und im Kampf unterstützt.

## Entwicklung
Necromunda: Hired Gun wurde von dem französischen Studio Streum On Studio entwickelt und von Focus Home Interactive veröffentlicht. Das Spiel wurde am 1. Juni 2021 für Windows, PlayStation 4, PlayStation 5, Xbox One und Xbox Series X/S veröffentlicht. Im April 2021 hatte Focus das Entwicklerstudio aufgekauft.
Das Entwicklerteam von Streum On Studio hat zuvor an dem First-Person-Shooter Space Hulk: Deathwing gearbeitet, der ebenfalls auf einem Warhammer-40.000-Lizenzspiel basiert. Das Team nutzte seine Erfahrungen aus der Entwicklung von Space Hulk: Deathwing, um Necromunda: Hired Gun zu entwickeln.

## Rezeption
Necromunda: Hired Gun erhielt gemischte Bewertungen von Kritikern. Das Spiel wurde für seine grafische Darstellung der dystopischen Welt von Necromunda gelobt. Kritiker bemängelten jedoch die begrenzte Gegner-KI, eine schwache Handlung und technische Mängel. GameStar nannte Doom Eternal und Titanfall 2 als offensichtliche Vorbilder, mit denen das Spiel nicht mithalten könne, stellte aber auch fest, dass Necromunda deutlich besser als der Vorgänger Space Hulk: Deathwing sei.

„Necromunda: Hired Gun ist wirklich kein gutes Spiel. Aber Spaß kann man trotzdem manchmal haben. Mehr Warhammer-Atmosphäre geht nämlich nicht!“

4Players gab den PlayStation-Versionen im Vergleich zum PC keinen Wertungsabzug, trotz aufgezwungenen Blur-Effekten und nur 30 fps auf der PlayStation 4.
ProSieben Games lobte das Spielprinzip mit Gunplay, Bewegungsfreiheit und abwechselnden Missionen, kritisierte aber Tonabmischung und Sprachausgabe sowie die Handlung.